# Heinrich Macco
Heinrich Macco (* 25. Juni 1843 in Siegen; † 13. August 1920 in Glücksburg) war ein deutscher Ingenieur, industrieller Verbandsvertreter und nationalliberaler Politiker.

## Leben
Macco besuchte die Realschule I. Ordnung in Siegen. Anschließend studierte er am Polytechnikum in Karlsruhe Ingenieurwissenschaften. Während seines Studiums in Karlsruhe wurde er dort 1862 Mitglied des Corps Saxonia. Später arbeitete er für verschiedene industrielle Unternehmen. Ab 1867 war er Privatingenieur in Siegen. Diese Tätigkeit hat er 1898 weitgehend aufgegeben und arbeitete danach für Unternehmen, an denen er finanziell beteiligt war.
Macco war daneben insbesondere im industriellen Verbandswesen tätig. Ab 1876 war er Vorsitzender des Berg- und Hüttenmännischen Vereins Siegen. Zwischen 1879 und 1906 war er Syndikus der Handelskammer Siegen. Er war seit 1868 Mitglied des Vereins Deutscher Ingenieure (VDI) und gehörte 1870 unter anderem mit Julius Pohlig und Theodor Peters zu den Gründungsmitgliedern des Siegener Bezirksvereins des VDI. Zeitweilig vertrat er den Bezirksverein im VDI-Vorstandsrat.
Außerdem war er ab 1900 Aufsichtsratsmitglied der Charlottenhütte AG und hatte ab 1911 den Vorsitz des Gremiums inne. Zwischen 1899 und 1918 gehörte er für die Nationalliberalen dem Preußischen Abgeordnetenhaus für den Wahlkreis Wittgenstein-Siegen an. Ferner war er 45 Jahre lang auch als Abgeordneter in der Stadt Siegen tätig.